# Leucandra serrata
Leucandra serrata är en svampdjursart som beskrevs av Azevedo och Klautau 2007. Leucandra serrata ingår i släktet Leucandra och familjen Grantiidae. Inga underarter finns listade i Catalogue of Life.